# Interpersonelle Psychotherapie
Die Interpersonelle Psychotherapie (IPT) ist eine Kurzzeit-Psychotherapie, die in den 1970er und 1980er Jahren als ambulanter Behandlungsansatz für Erwachsene mit mittelgradigen bis schweren, nicht-wahnhaften Störungen entwickelt wurde. Sie basiert auf der Interpersonalen Theorie von Harry Stack Sullivan. Im Verlauf der letzten dreißig Jahre hat eine Reihe empirischer Studien die Wirksamkeit der IPT bei der Depressionsbehandlung belegt. Tatsächlich konnte eine Meta-Analyse von 53 Studien, die die Wirksamkeit von unterschiedlichen Therapieverfahren verglich, zeigen, dass Interpersonelle Psychotherapie speziell bei Depressionen von Erwachsenen am wirksamsten ist. Obwohl sie ursprünglich als individuelle Therapie für Erwachsene konzipiert war, wurde sie auch an die Arbeit mit Jugendlichen und Patienten im Involutionsalter (Rückbildungsalter – etwa ab dem 45. Lebensjahr) sowie für den Einsatz bei der Paarberatung angepasst. Sie kommt bei Bipolaren Störungen ebenso zur Anwendung wie bei der Bulimie und bei der Wochenbettdepression.
Obwohl die IPT in psychodynamischen Theorien wurzelt, greift sie auch kognitiv-verhaltenstherapeutische Ansätze auf, zum einen durch ihre zeitliche Begrenzung, zum anderen durch den Gebrauch von Hausaufgaben, strukturierten Patienteninterviews und abschließender Effektivitätskontrolle.
Die Interpersonelle Psychotherapie wurde von Gerald Klerman et al. anfangs als Placebotherapie in der Psychotherapieforschung gedacht, erwies sich jedoch als effektiv bei der Behandlung verschiedenartiger psychischer Probleme. Sie basiert auf der Vorstellung, dass psychische Probleme durch Kommunikationsstörungen hervorgerufen werden, die ihrerseits von grundsätzlichen Beziehungsmustern abhängen.

## Klinische Anwendungen
Es wurde gezeigt, dass die interpersonelle Psychotherapie eine effektive Behandlung für Depression ist und sie wurde angepasst, um Sucht- und Essstörungen zu behandeln.
Das Ziel des Therapeuten muss es sein, umgehend eine warme und verständnisvolle Beziehung mit dem Patienten aufzubauen, die von Zuneigung und Wertschätzung geprägt ist, um es dem Patienten zu ermöglichen, sich zu öffnen und Hilfe zu suchen.
Die interpersonelle Psychotherapie hat sich in der Behandlung folgender Diagnosen als effektiv erwiesen:
- Bipolare Störung
- Bulimia nervosa
- Postpartale Depression
- Depression[10][11][12]
- Zyklothymia[13]